# آيت سيدي عثمان
آيت سيدي عثمان قرية من قرى بلدية واسيف (آث واسيف بالقبائلية)، في ولاية تيزي وزو.